# Emir Spahić
Emir Spahić bosanski nogometaš, * 18. avgust 1980, Dubrovnik.
Je nekdanji kapetan reprezentance BiH in bratranec napadalca Edina Džeka. Njegova mati Fatima je iz jugovzhodnega dela BIH iz kraja Gacko nedaleč stran od meje z Črno goro. Oče Ramiz pa je iz Črnogorskega dela Sandžaka. Spoznala sta se v Dubrovniku, kjer sta ob koncu 70 let dvajsetega stoletja tudi delala. Emir ima tudi dva brata, starejšega Nermina in mlajšega Alena, ki je tudi nogometaš. Doslej je igral za 11 klubov v sedmih državah. Svoj prvi reprezentančni nastop je odigral 7. junija 2003 v Romunskem mestu Craiova na prijateljski tekmi proti Romuniji.
| GOL ŠT.: | DATUM            | KRAJ TEKME                          | NASPROTNIK  | GOL | REZULTAT | TEKMOVANJE                          |
| -------- | ---------------- | ----------------------------------- | ----------- | --- | -------- | ----------------------------------- |
| 1.       | 28 februar 2006  | Westfalenstadion, Dortmund, Nemčija | Japonska    | 1-2 | 2–2      | Prijateljska tekma                  |
| 2.       | 15 oktober 2008  | Stadion Bilino polje, Zenica, BIH   | Armenija    | 1-0 | 4–1      | Kvalifikacije za SP v nogometu 2010 |
| 3.       | 15 november 2011 | Estádio da Luz, Lizbona,Portugalska | Portugalska | 3-2 | 6–2      | Dodatne kvalifikacije za EP 2012    |